# Étoile Cay
Étoile Cay, auch Lampériaire genannt, ist eine kleine Koralleninsel im Südwesten der Amiranten, einer Inselgruppe im Indischen Ozean. Die Insel zählt zu den Outer Islands der Seychellen. Von Mahé, der Hauptinsel der Seychellen, ist Étoile knapp 200 Kilometer entfernt.
Die fast vegetationslose Insel hat eine Fläche von 0,01 km². Sie ist, wie fast alle seychellischen Outer Islands, flach und ragt nur maximal fünf Meter über den Meeresspiegel hinaus. Von Boudeuse, ihrer ebenfalls unbewohnten Nachbarinsel, ist Étoile 29 Kilometer entfernt.